# Jean Bérain
Jean Bérain starší (1637 Saint-Mihiel – 24. ledna 1711 Paříž) byl francouzský malíř a kreslíř, věnoval se především pracím designéra, návrhy scén a ornamentu často prováděl v technice mědirytu.

## Život
Bérain se narodil roku 1637 jako syn vojáka, královského arkebuzíra, v Saint-Mihiel, ve Francii. Studoval různé umělecké techniky u Charlese Le Bruna.
V roce 1674 byl ustanoven designérem královské ložnice a kanceláře (dessinateur de la Chambre et du cabinet du Roi). V této funkci se stal nástupcem Henriho de Gissey a zastával ji až do své smrti 24. ledna 1711. Pro mimořádný talent byl postupně oslovován s mnoha dalšími, zejména příležitostnými úkoly, jako pořádání hostin, smutečních a pohřebních slavností.
V jeho práci pokračoval jeho stejnojmenný syn.

## Dílo
Jean Bérain působil jako všestranný kreslíř a designér. Navrhoval stolní nádobí, zlatnické předměty a pláště hodinek, nábytek, osvětlovací tělesa, řezbářskou výzdobu královských lodí, tapisérie pro manufakturu v Beauvais, úpravy sálů pro hostiny nebo pohřební slavnosti, kostýmy i scénu pro divadlo. Pro Lullyho operu Amadis (a další Lullyho opery) navrhl středověké a renesanční kostýmy (podle studií dobového odívání, které provedl, děj této opery se totiž odehrával ve středověku). Bérain také navrhoval kostýmy pro některé Lullyho balety, například pro Triumf lásky (Le triomphe de l'amour) z roku 1681, nebo Chrám míru (Le temple de la paix) z roku 1685.
V roce 1680 nahradil Carla Vigaraniho jako scénograf v divadle Palais-Royal, kde navrhoval scény pro všechna díla až do roku 1707.
Jeho návrhy ornamentu mají zpravidla rámec zrcadla s osově symetrickým rozvrhem groteskních scén, s fantaskními bytostmi, monstry, alegorickými postavami či torzy. Kromě toho kreslil rostlinné ornamenty a arabesky. Jednotlivé listy byly vázány do tematických alb a tištěny ve vysokých nákladech. Prostřednictvím těchto vzorníků Bérain ovlivnil další designéry své epochy nejen ve Francii, ale také v Nizozemí (Daniel Marot) a v Německu (Paul Decker). Bérainovský dekor se stal pojmem, byl oblíbený pro svou grotesku i arabesku a objevoval se také jako kobaltová výzdoba na majolice z Rouenu, z Marseille, ale i v italské keramice z Turína nebo z Lodi.

## Galerie

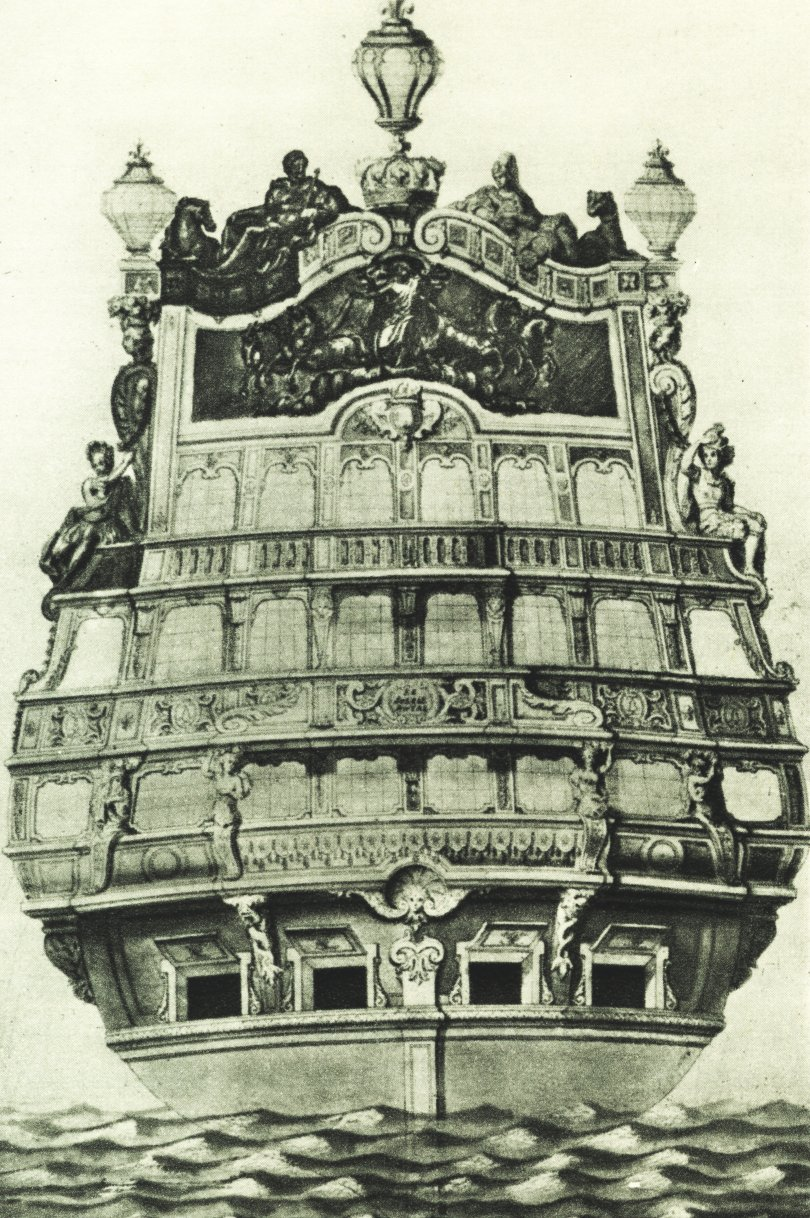
Maska lodi „Královské slunce“, 1670
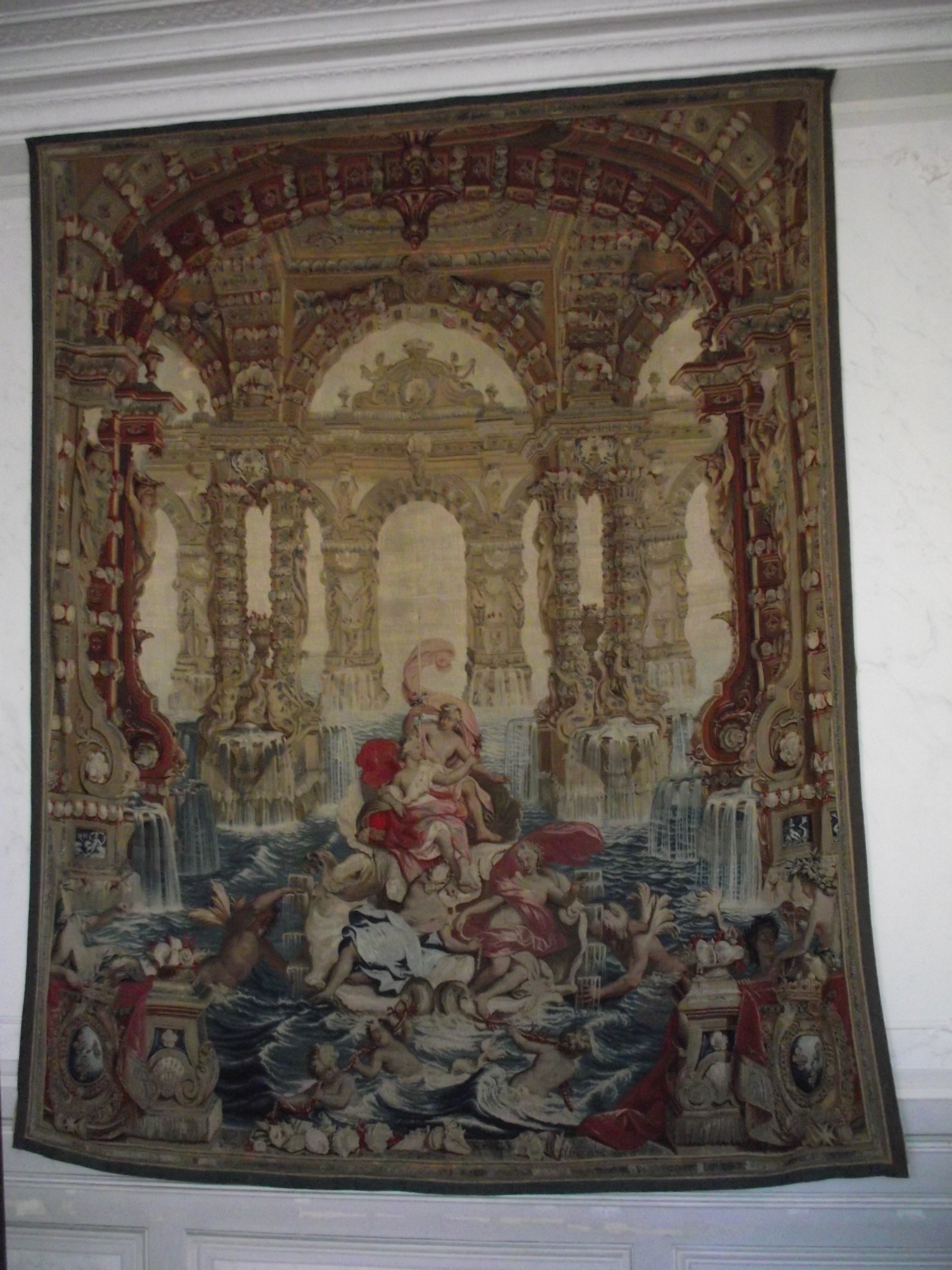
Tapisérie Triumf moře, Beauvais, 1698
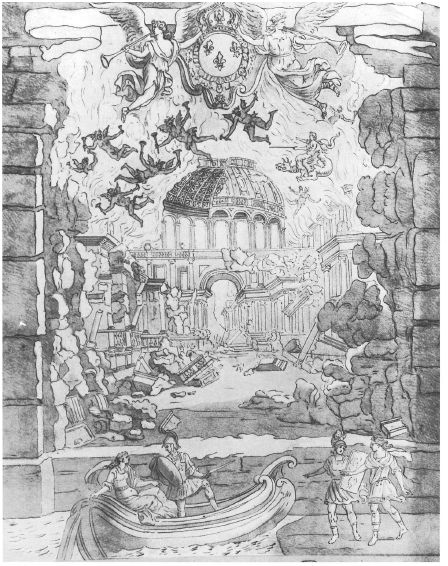
Návrh pro Armidu, Jean-Baptiste Lully, 1686
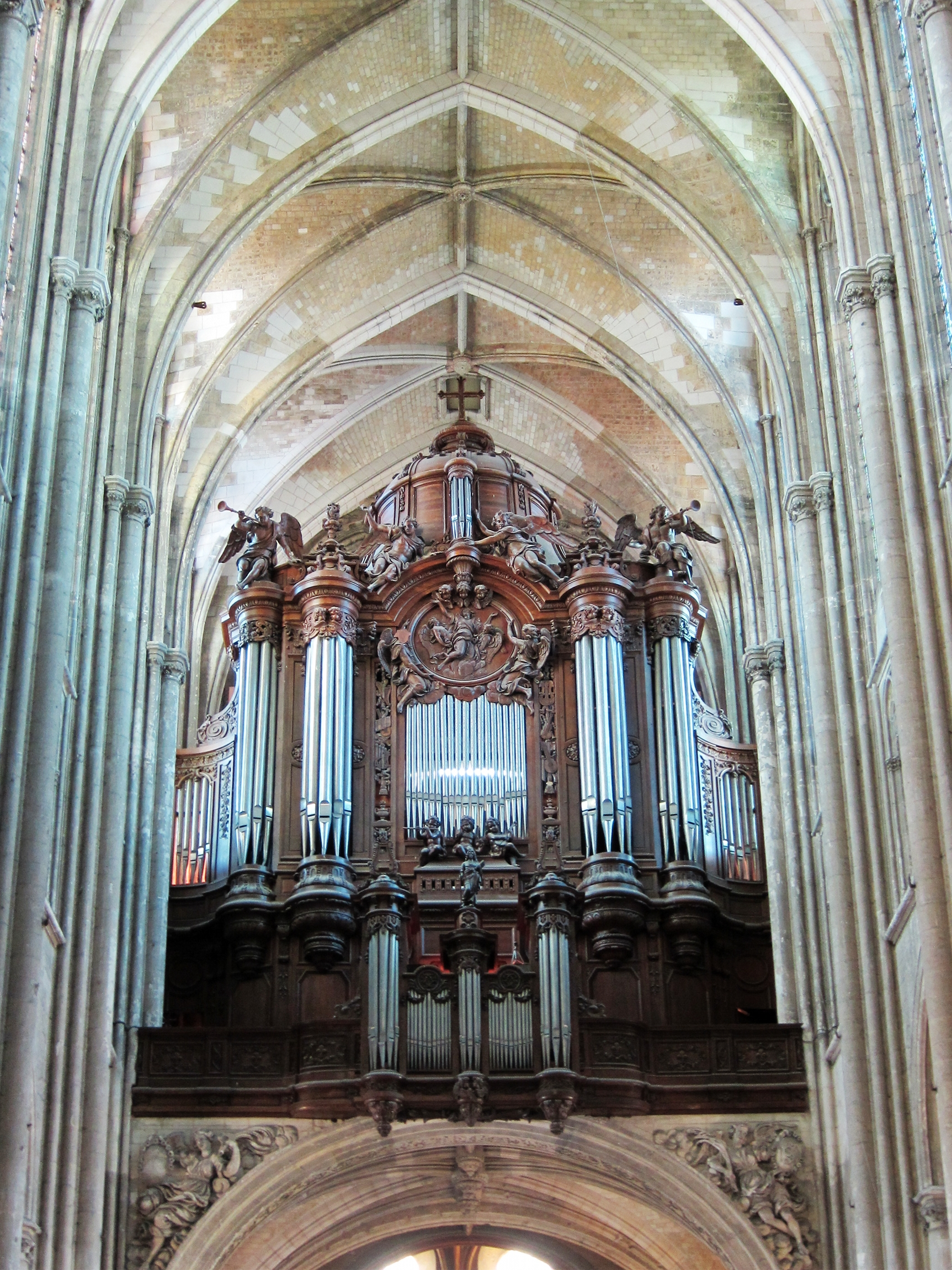
Prospekt varhan baziliky sv. Quentina v Aisne, 1689
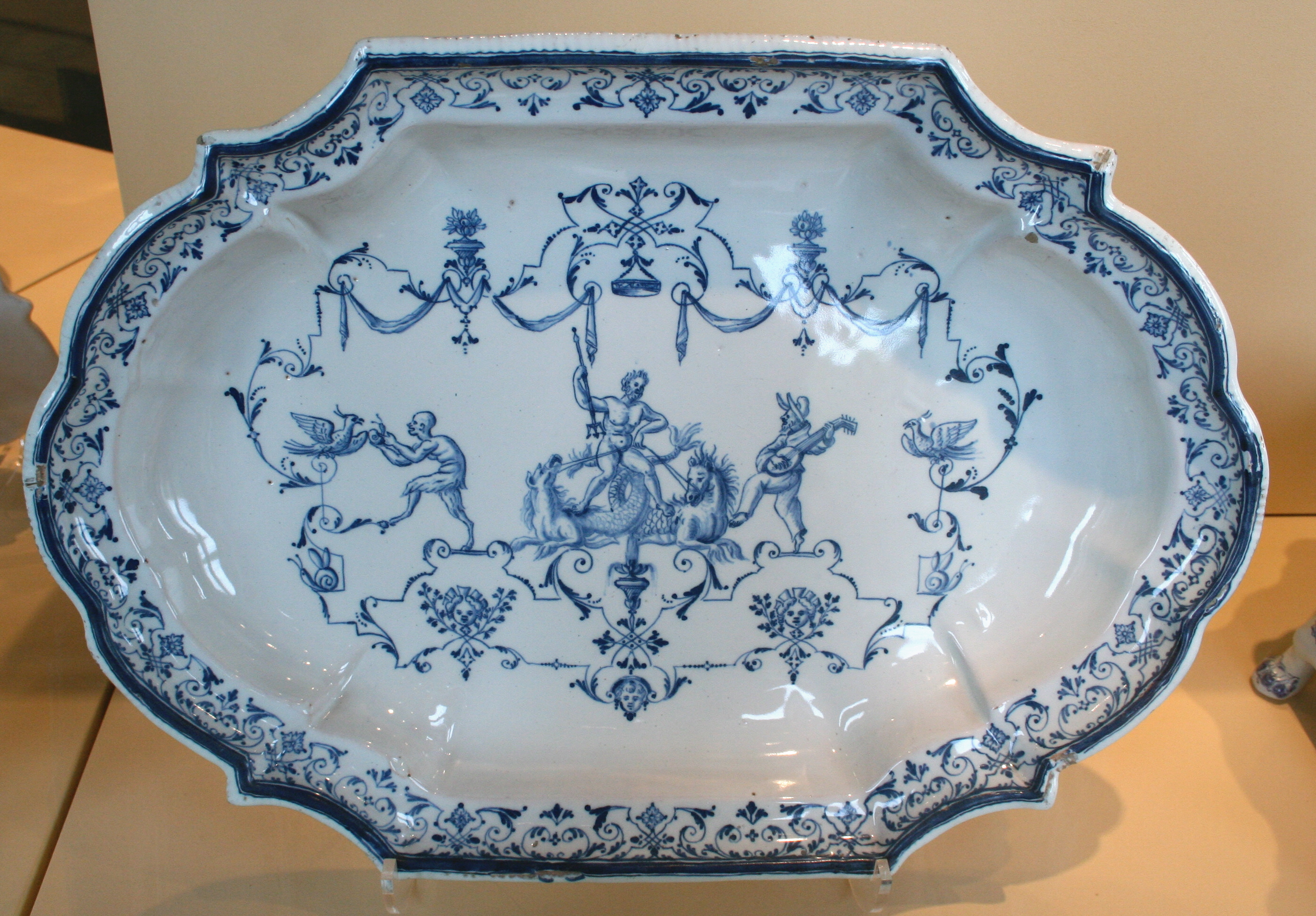
Fajáns s dekorem à la Bérain, Moustiers
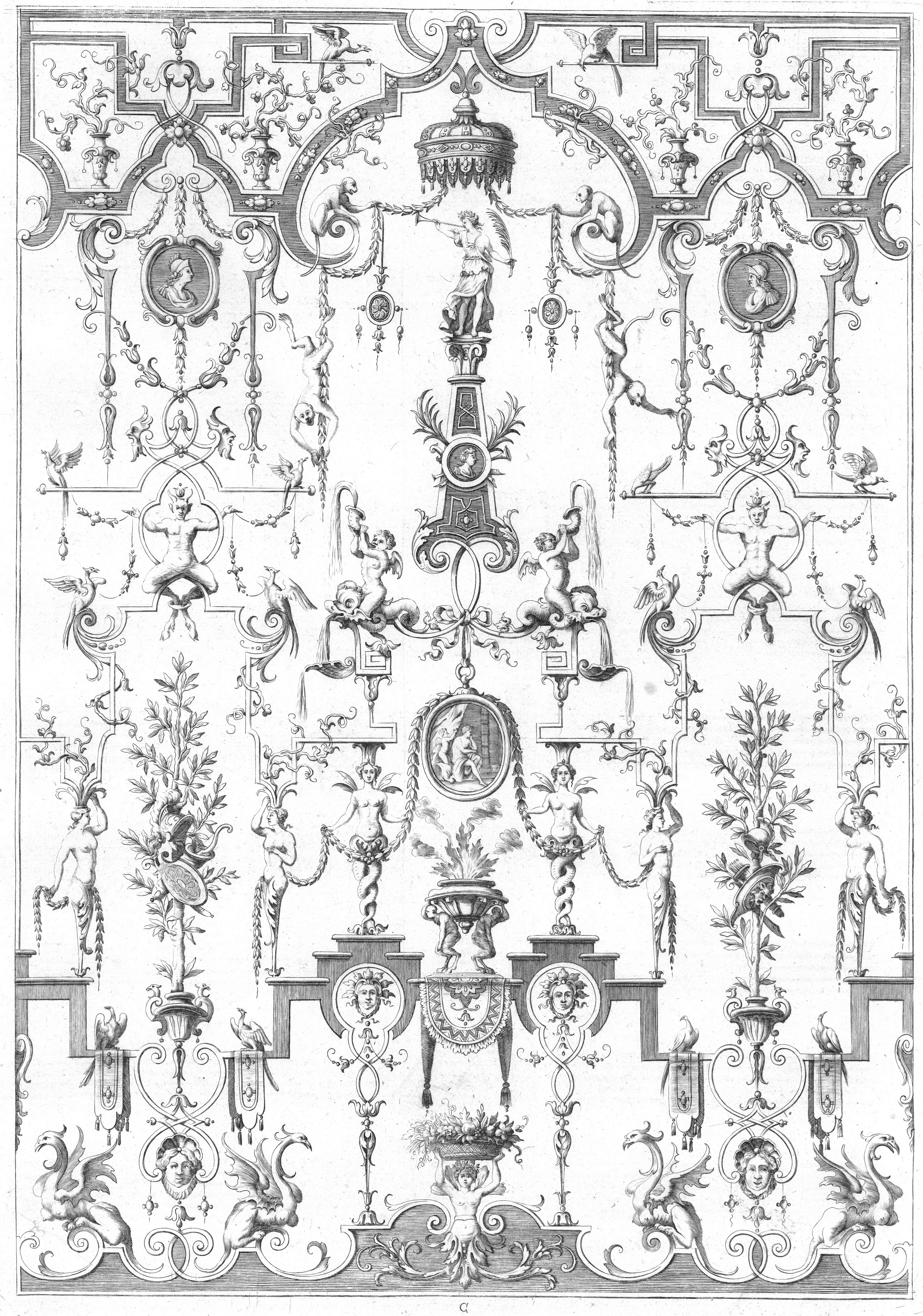
Groteskní ornament
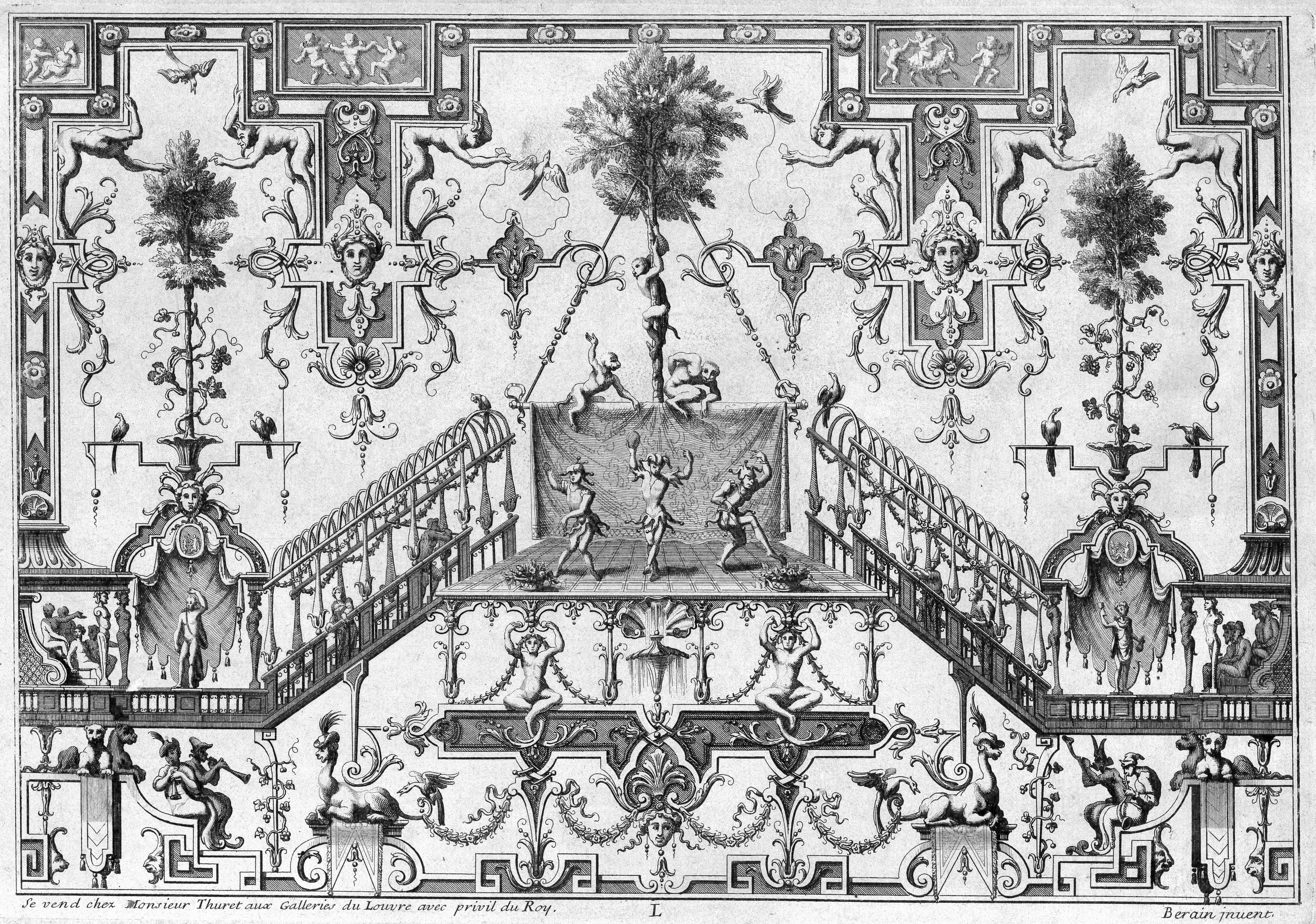
Groteskní ornament
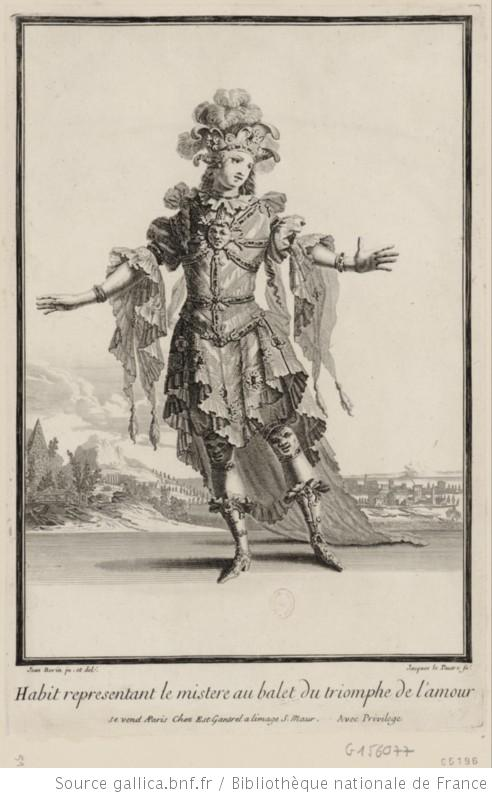
Návrh pro balet Amorův triumf
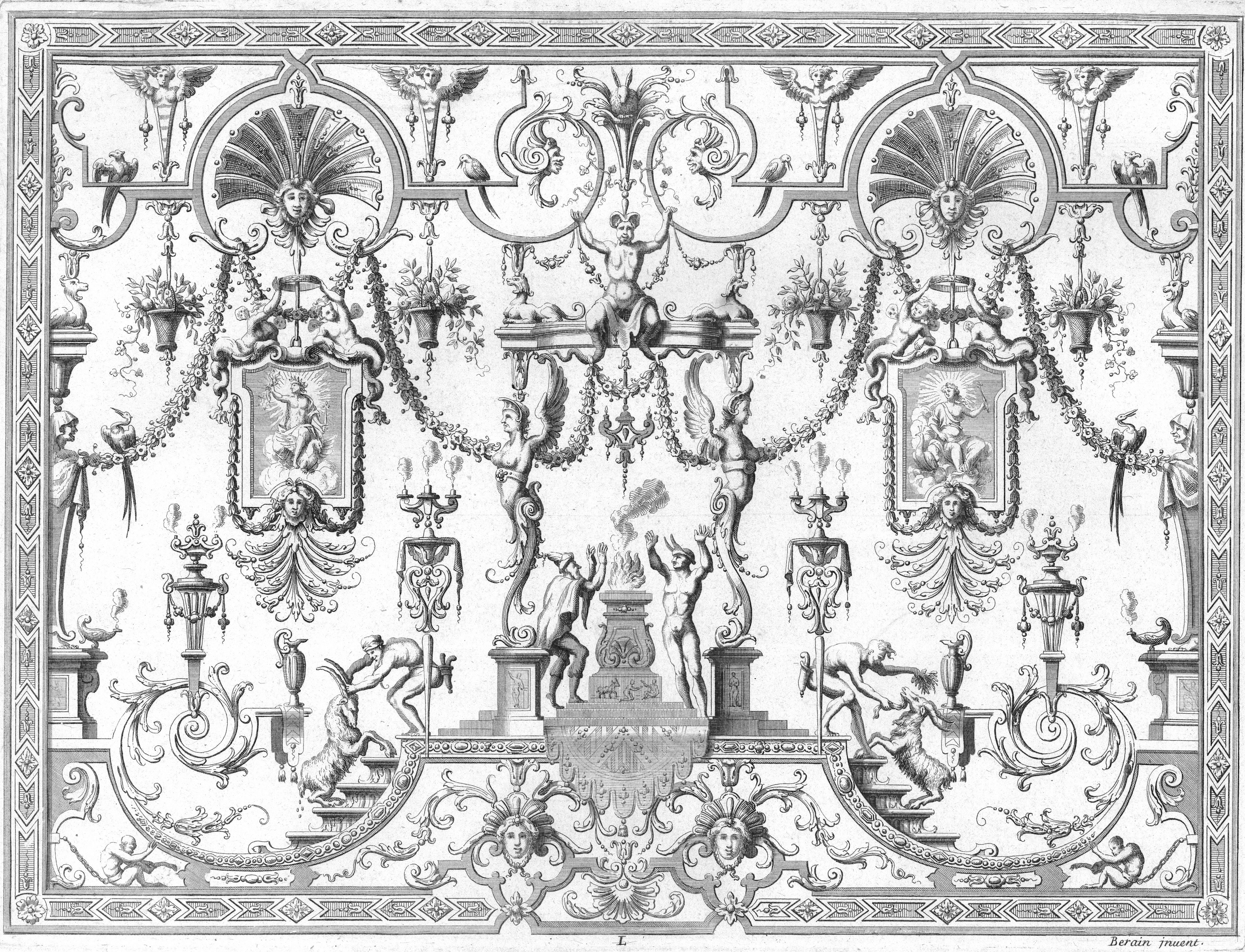
Groteskní ornament
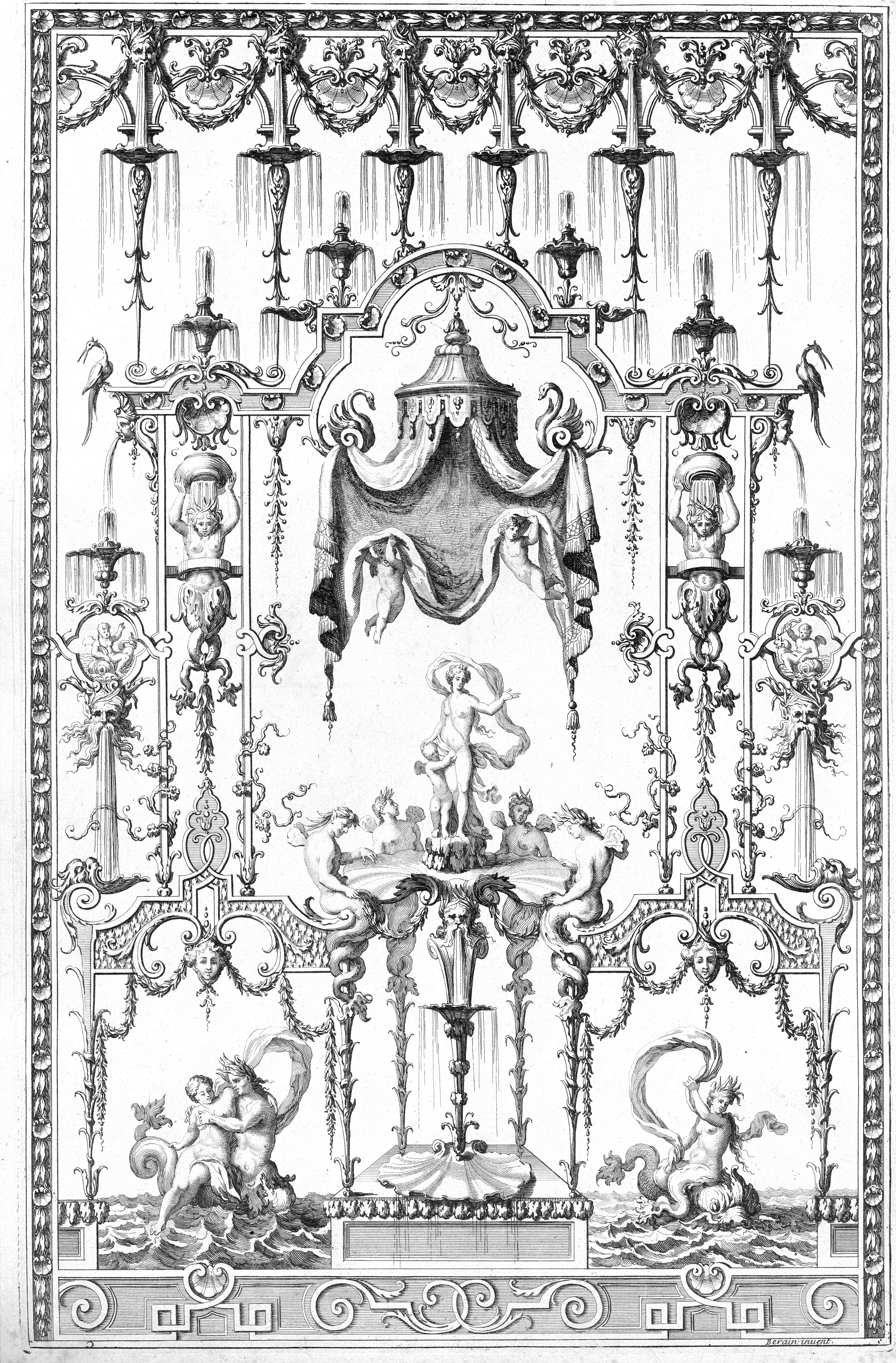
Groteskní ornament